# Мараш (дем Орестиада)
 Тази статия е за селото в Гърция.  За селото в България, вижте Мараш.  
Мараш (на гръцки: Μαράσια, Марасия, на турски: Maraş) е село в Беломорска Тракия, днес част от околия Тригоно (Триъгълник - „Тригоно“), в дем Орестиада, Гърция недалеч от днешната граница с България. Разположено е в полето между реките Марица, която е и граница с Турция, и Арда при сливането им, до излизащия на Бяло море главен път Е85 в отсечката Свиленград - Дедеагач. От няколкостотин души селото под гръцко управление запада и понастоящем жителите му са под 200.

## История
В XIX век Мараш  е българско село в Одринската кааза на Одринския вилает на Османската империя. Според „Етнография на вилаетите Адрианопол, Монастир и Салоника“, издадена в Константинопол в 1878 година и отразяваща статистиката на населението от 1873 година, Мараш (Marach) има 68 домакинства и 24 мюсюлмани и 328 българи.
При избухването на Балканската война в 1912 година Мараш дава 5 души от доброволци в Македоно-одринското опълчение.

## Демография
| 1981 | 357 |      |     |
| 1991 | 323 | 2001 | 198 |

## Личности
Свързани с Мараш
- Димитър Марашлиев, български футболист
- Васил Михайлов, български актьор